# Första opiumkriget
Första anglo-kinesiska kriget (1839–42), mer känt som Första opiumkriget var ett krig mellan Storbritannien och Kina under åren 1839 till 1842. Kriget slutade med en brittisk seger och gjorde tydligt att de europeiska kolonialmakterna nu var starkare än Kina. För en utförligare analys av bakgrunden, se Opiumkrigen.

## Krigets inledning
Efter att den nye kinesiske guvernören i Guangdong, Lin Zexu, låtit förstöra tjugotusen kistor opium i slutet av handelssäsongen 1839 satte han upp nya strängare regler för handeln på Kanton inför kommande säsong. För britterna var villkoren oacceptabla. Engelsmännen måste lämna Macao och begav sig till den glest bebodda ön Hongkong. En skrivelse sändes till utrikesminister Palmerston med begäran om ett ingripande av flottan och Charles Elliot, den brittiska kronans representant i Kanton lät kalla på krigsskepp från Indien i som patrullerade Pärlflodens mynning i väntan på Londons reaktion., där kineserna angrep den engelska flottan. Då förklarade engelsmännen (1840) krig; deras flotta blockerade Bocca Tigris (Kantonflodens mynning), förstörde Xiamen och seglade till Beiheflodens mynning för att lämna kejsaren i Peking den engelska regeringens depescher, som mandarinen i Kanton vägrat att ta emot. Ön Zhoushan utanför Shanghai intogs också.

## Fredsförhandlingar

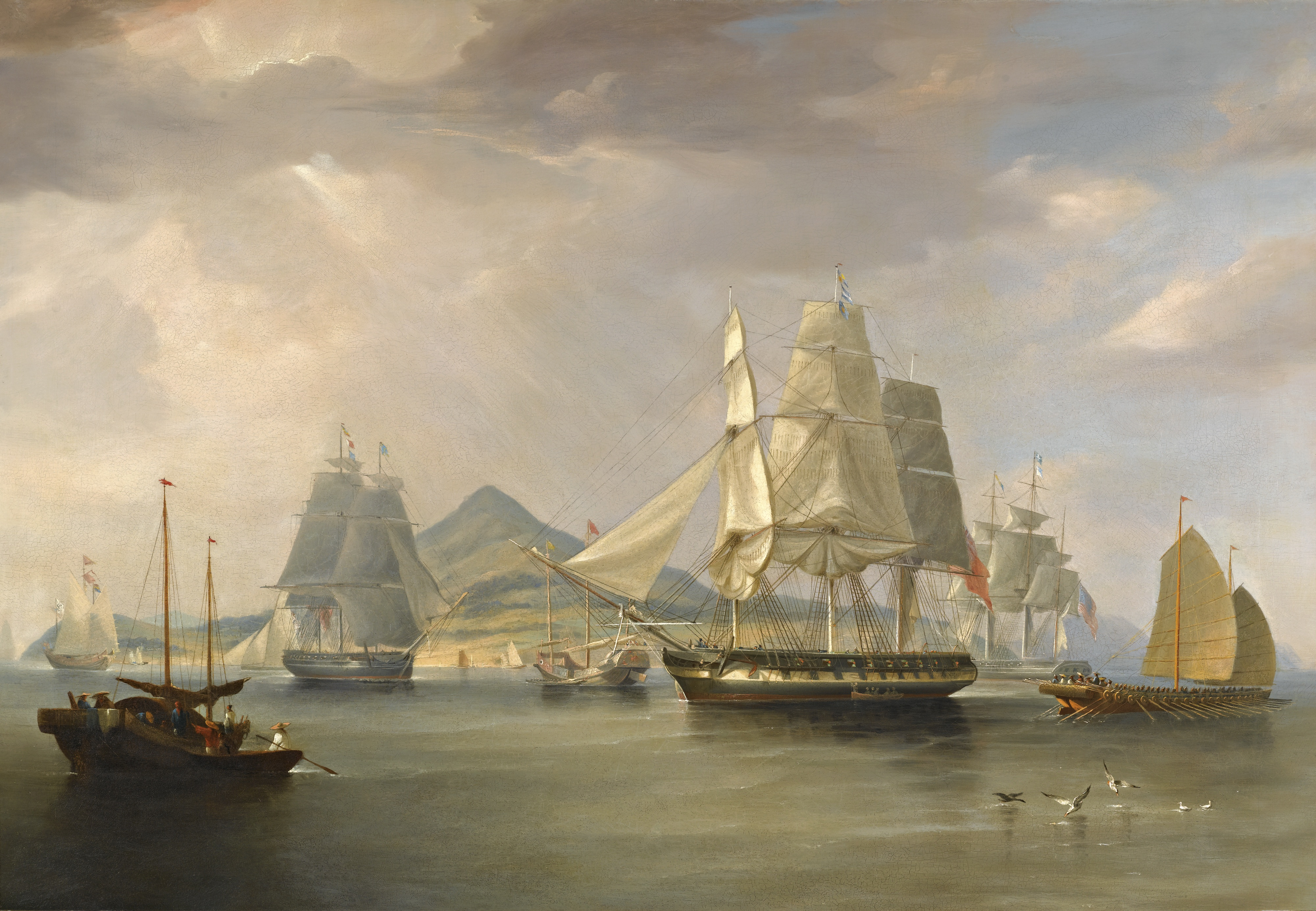
Engelska opiumskepp.

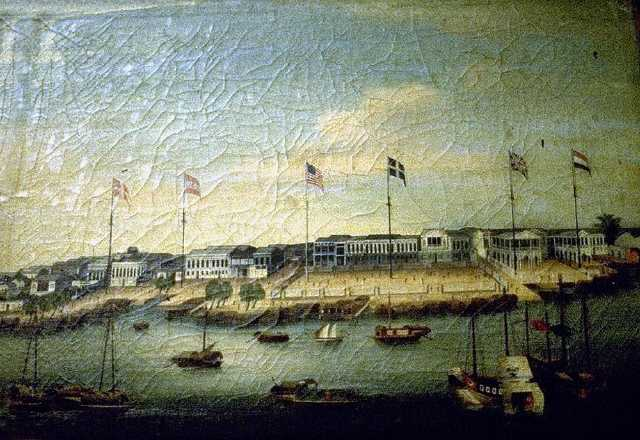
Kantonfaktorierna 1780.

Kejsaren lovade sända en kommissarie till Kanton för att förhandla om fred, om den engelska flottan drog sig tillbaka dit. Amiral Elliot gick med på det och underhandlingarna påbörjades i slutet av november, men förhalades av kineserna. Britterna under flottiljamiral James Bremer, intog i januari 1841 befästningsverken vid Bocca Tigris och tillfogade kineserna stor skada i övrigt för att trycka på. Ett preliminärfördrag slöts enligt vilket Kantons hamn åter öppnades samt engelsmännen fick Hongkong och sex miljoner dollar i skadeersättning. Dessutom skulle en reglering av bägge makternas förhållanden till varandra ske. Detta fördrag, kallad Chuenpi-konventionen, slöts mellan Elliot och den kinesiske chefsförhandlaren Qishan, men revs upp så snart deras chefer fått reda på innehållet. Lord Palmerston avsatte Elliot och Qishan fördes till Peking i kedjor.

## Striderna återupptas
I mars upptog Elliot (som ännu väntade på sin efterträdare) fientligheterna på nytt. Åter ockuperades forten vid Lejonporten. Kineserna genomförde ett anfall med brännare mot brittiska fartyg i Kanton, där handeln pågick. Överbefälhavaren över den engelska landhären i Kina, sir Hugh Gough, slog 25 mars en över 50 000 man stark kinesisk här och förberedde sig att inta Kanton, när Elliot åter gick med på ett stillestånd. Britterna drog tillbaka sina stridskrafter från Kanton när huvuddelen av det kinesiska krigsskadeståndet var betalt.

## Sista fälttåget och fred på brittiska villkor
Elliots efterträdare, Henry Pottinger, var inte bunden av Elliots uppgörelse. Tvärtom hade han instruktioner att framtvinga större eftergifter av Kina. Till sitt förfogande hade han en ångdriven brittisk flotta och en modern armé på några tusen man som kunde besegra den mångdubbelt större kinesiska hären. I augusti 1841 lämnade den brittiska flottan åter Hongkong och striderna återupptogs. Under hösten 1841 intogs bland annat Xiamen, Zhoushan och Ningbo. Förstärkningar anlände från Brittiska Indien under våren 1842, fler strategiska platser intogs, och 19 juni 1842 ockuperades Shanghai. När i augusti Nanking hotades, såg Kina sig tvunget att ingå fred. Denna slöts 29 augusti i Nanking på de villkor, att hamnarna Kanton, Xiamen, Fuzhou, Ningbo och Shanghai skulle vara öppna för alla nationer och att främmande konsuler skulle få bosätta sig där. Engelsmännen skulle dessutom erhålla Hongkong samt 21 miljoner dollar för sina krigsomkostnader. Hongkong var egentligen inte ett brittiskt krav eftersom regeringen i London inte ville dra på sig kostnader för nya kolonier, men Pottinger överskred medvetet sina befogenheter enär han ansåg att det var nödvändigt att kunna ge skydd åt brittiska undersåtar.
I juli 1843 trädde det nya handelssystemet i kraft, och 9 oktober samma år gjordes till fredsfördraget det tillägg, att europeiska köpmän skulle få arrendera och bebygga jord i de nämnda fem hamnarna. En rad länder som inte deltagit i kriget slöt också handelsavtal med Kina, däribland Sverige-Norge som slöt fördraget i Kanton i mars 1847.

### Fotnoter
1. ↑  Styrkan omfattade 7 069 sjömän, ca 5 000 brittiska soldater och nästan 7 000 indiska soldater vilket ger totalt drygt 19 000 män.[1]
2. ↑  "Kronkolonin Hongkong var en produkt av det första anglo-kinesiska kriget (1839-42), populärt kallad "Opiumkriget". Detta var i själva verket mycket mer än ett krig om opiumhandeln".[3]